# János Dévai
János Dévai (* 9. Januar 1940 in Pécs; † 11. September 2006) war ein ungarischer Radrennfahrer.

## Sportliche Laufbahn
Dévai war Teilnehmer der Olympischen Sommerspiele 1960 in Rom. Beim Sieg von Wiktor Kapitonow im olympischen Straßenrennen schied er aus.
Nachdem er 1958 und 1959 jeweils Vize-Meister im Querfeldeinrennen geworden war, konnte er den nationalen Titel 1961 erringen. 1962 verteidigte er den Titel und 1963 gewann er erneut, diesmal vor seinem Nationalmannschaftskameraden Lajos Arányi. Auch 1964 gelang ihm der Titelgewinn. Bereits mit 17 Jahren hatte er an den UCI-Weltmeisterschaften im Querfeldeinrennen 1957 teilgenommen. 
Insgesamt 16 nationale Titel gewann er in seiner Laufbahn, neben denen im Querfeldeinrennen auch noch im Mannschaftszeitfahren und Paar-Zeitfahren. 1959 holte er den Titel im Straßenrennen über 100 Kilometer.

## Berufliches
Dévai arbeitete einige Jahre als Trainer im Radsport, später wurde er Angestellter der ungarischen Eisenbahngesellschaft.